# St. Georg (Pfakofen)

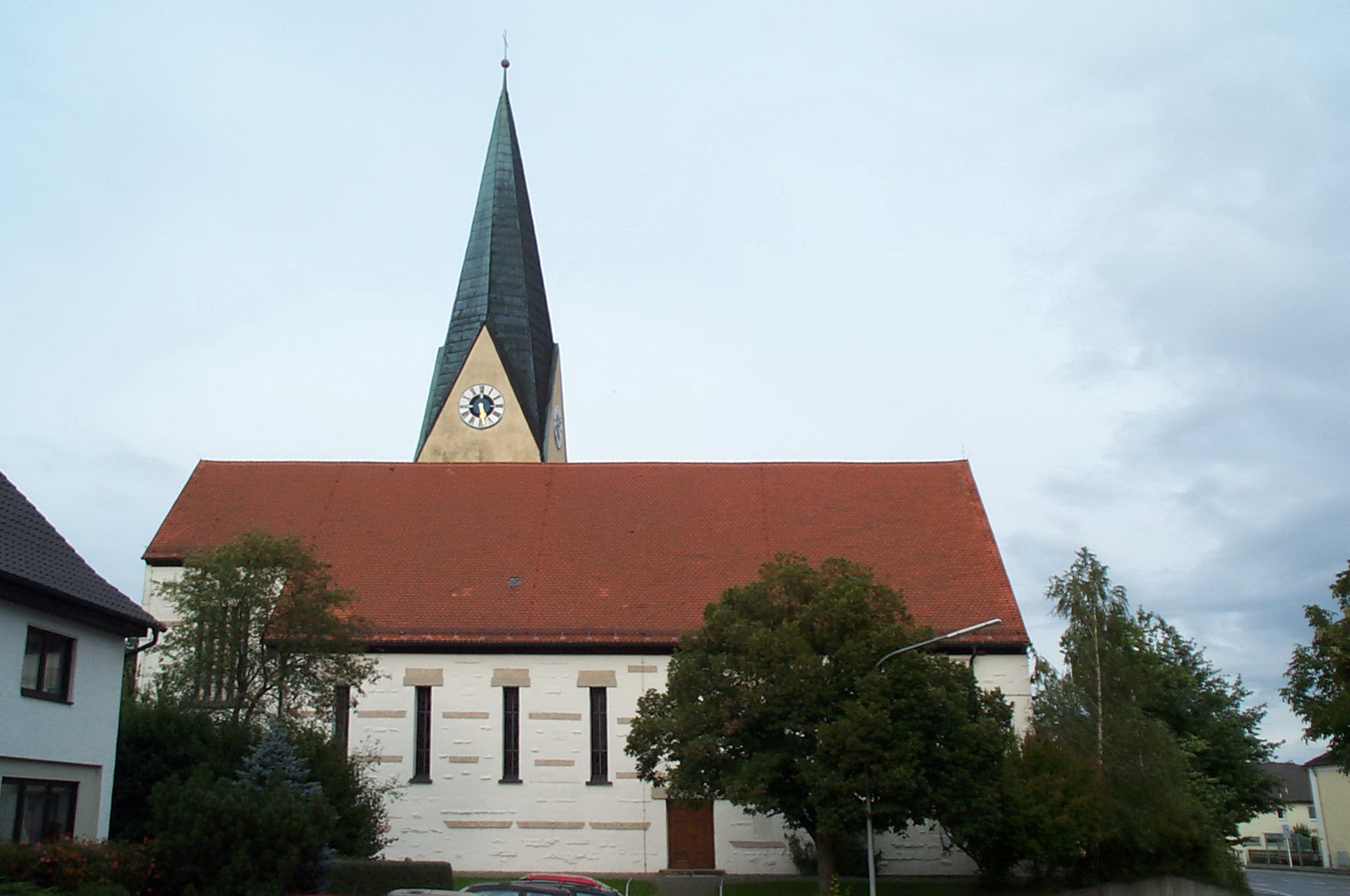
St. Georg in Pfakofen

Die römisch-katholische, denkmalgeschützte Pfarrkirche St. Georg steht in Pfakofen, einer Gemeinde im Landkreis Regensburg der Oberpfalz. Sie ist dem Bistum Regensburg zugeordnet. Das Bauwerk ist unter der Denkmalnummer D-3-75-182-1 als Baudenkmal in die Bayerische Denkmalliste eingetragen.

## Beschreibung
Die 1929 gebaute Saalkirche wurde im Baustil der Neuen Sachlichkeit errichtet. Sie besteht aus einem Langhaus, einem eingezogenen, gerade geschlossenen Chor im Norden und einem Kirchturm an der Ostwand des Langhauses, bei dem es sich im Kern um einen mittelalterlichen Chorturm handelt, dessen Erdgeschoss mit einem Kreuzgratgewölbe überspannt ist. Der Kirchturm ist mit einem spitzen Helm über dreieckigen Giebeln bedeckt, in dem sich die Turmuhr befindet. Die Kirchenausstattung ist nur zum Teil erhalten. Hinter dem Hochaltar befinden sich spätexpressionistische Tafelbilder, auf denen die Kindheit Jesu und die Passion Jesu dargestellt ist.
Die Orgel wurde 2001 als Opus 244 von Thomas Jann gebaut.